# Austal
Austal je australská loděnice zabývající se vývojem, stavbou a podporou civilních a válečných lodí. Hlavní loděnice společnosti zaměřené na stavbu válečných lodí se nacházejí v Hendersonu v Západní Austrálii a v Mobile v americkém státě Alabama. Civilní plavidla jsou stavěna v Balambanu na filipínském ostrově Cebu.

## Austal, Mobile
Dosavadní loděnice Austal v Mobile, která je určena pro stavbu plavidel ze slitin hliníku, do roku 2022 projde zásadním rozšířením o nové prostory sloužící ke stavbě ocelových plavidel. Loděnice se tak bude moci ucházet o stavbu dalších typů plavidel pro expandující americké námořnictvo, či pobřežní stráž. Prvním úspěchem v této oblasti byla v říjnu 2021 zakázka na dva oceánské remorkéry třídy Navajo. V prosinci 2021 loděnice získala zakázku amerického námořnictva na vypracování návrhu nové generace pomocných lodí Next Generation Logistics Ship (NGLS). Nové prostory sloužící ke stavbě ocelových plavidel zahájily provoz 13. dubna 2022.
V únoru 2024 společnost oznámila další etapu rozšíření své loděnice v Mobile. Její součástí je nová montážní hala, kde bude možné pracovat na třech plavidlech najednou.
V září 2024 loděnice Austal USA získala zakázku od loděnice General Dynamics Electric Boat, díky které má být do roku 2026 rozšířena loděnice Austal v Mobile a společnost se následně zapojí jako dodavatel do stavby jaderných ponorek tříd Virginia a Columbia. Dne 24. října 2024 začala výstavba závodu pro stavbu modulů jaderných ponorek.
Dne 14. června 2025 byl v loděnici Austal v Mobile spuštěn na vodu remorkér třídy Navajo Billy Frank Jr., její první ocelové plavidlo.

## Válečné lodě
| Třída                               | Pobočka           | Námořnictvo                                                             | Obrázek          | Typ                              | Počet kusů            | Pozn.            |
| ----------------------------------- | ----------------- | ----------------------------------------------------------------------- | ---------------- | -------------------------------- | --------------------- | ---------------- |
| 37,5m hlídkové čluny                | Austal, Henderson | Jemenské námořnictvo                                                    | (P-1023)         | hlídkový člun                    | 10                    | aktivní          |
| 30m hlídkové čluny                  | Austal, Henderson | Trinidad a Tobago (pobřežní stráž)                                      | Poui             | hlídkový člun                    | 6                     | aktivní          |
| HSC Dublin Swift                    | Austal, Henderson | Military Sealift Command                                                | Dublin Swift     | rychlý transport                 | 1                     | aktivní          |
| HST-2 (ex USNS Puerto Rico, Alakai) | Austal, USA       | Military Sealift Command                                                | HST-2            | rychlý transport                 | 1                     | aktivní          |
| OUSV3 Vanguard                      | Austal USA        | Námořnictvo Spojených států amerických                                  |                  | experimentální plavidlo          | 1                     | ve stavbě (2024) |
| Třída Explorer                      | Austal USA        | Námořnictvo Spojených států amerických                                  |                  | výzkumná loď                     | 7                     | objednány        |
| Třída Independence                  | Austal USA        | Námořnictvo Spojených států amerických                                  | USS Independence | Littoral Combat Ship             | 19                    | aktivní          |
| Třída Spearhead                     | Austal USA        | Námořnictvo Spojených států amerických                                  | USS Spearhead    | rychlá transportní loď           | 14                    | aktivní          |
| Třída Armidale                      | Austal, Henderson | Australské královské námořnictvo                                        | HMAS Albany      | hlídková loď                     | 14                    | aktivní          |
| Třída Bay                           | Austal, Henderson | Australská celní a pohraniční stráž Malajsie (pobřežní stráž) Srí Lanka | Botany Bay       | hlídková loď                     | 8                     | aktivní          |
| Třída Cape                          | Austal, Henderson | Austrálie Trinidad a Tobago                                             | Cape St George   | hlídková loď                     | 16 + 2                | aktivní          |
| Třída Guardian                      | Austal, Henderson | spojenci Austrálie                                                      | Ted Diro (P401)  | hlídková loď                     | 21                    | ve stavbě        |
| Třída Al Mubshir                    | Austal, Henderson | Královské námořnictvo Ománu                                             | Al Mubshir       | rychlá podpůrná loď              | 2                     | aktivní          |
| Třída P21                           | Austal, Henderson | Malta                                                                   | P24              | hlídkový člun                    | 4                     | aktivní          |
| Třída Navajo                        | Austal USA        | Námořnictvo Spojených států amerických                                  | T-ATS            | oceánský remorkér, záchranná loď | 2                     | objednány 2021   |
| USNS Guam (T-HST-1, ex Huakai)      | Austal USA        | Námořnictvo Spojených států amerických                                  | Guam             | rychlý transport                 | 1                     | aktivní          |
| Třída LCU 1700                      | Austal USA        | Námořnictvo Spojených států amerických                                  |                  | vyloďovací člun                  |                       | objednány (2024) |
| Třída Heritage                      | Austal, USA       | Pobřežní stráž Spojených států amerických                               | USCGC Argus      | oceánský kutr                    | 2 (opce na dalších 9) | ve stavbě        |